# Pedrosa del Príncipe
Pedrosa del Príncipe es una localidad y un municipio español perteneciente a la provincia de Burgos, en la comunidad autónoma de Castilla y León. Forma parte de la comarca de Odra-Pisuerga, del partido judicial de Burgos. 

## Símbolos
El escudo heráldico y la bandera que representan al municipio fueron aprobados oficialmente el 6 de febrero de 2004. El escudo se blasona de la siguiente manera:

«Partido. Primero: Armas de Castilla, añadidas en los cantones del jefe la corona de Príncipe y de tres estrellas de seis puntas de oro, colocadas dos y una. Segundo: En Azur, rollo de plata, con cuatro escalones, columna capitel y rematado en cruz, añadida posteriormente, acompañado de dos espigas de oro, puestas en faja y de racimo de oro. Al cantón siniestro, venera de oro. Entado en punta de plata dos onzas de azur. Al timbre corona real.»
Boletín Oficial de Castilla y León nº 50 de 5 de abril de 1995

La descripción textual de la bandera es la siguiente:

«Cuadrada o de 1x1. Tres franjas horizontales siendo la primera de rojo con una anchura de 2/10, la segunda en plata con anchura de 6/10 y la tercera en azur de la misma anchura que la primera. En el corazón de la bandera campeará el ESCUDO MUNICIPAL»
Boletín Oficial de Castilla y León nº 50 de 5 de abril de 2004

## Geografía
Municipio de España, en la provincia de Burgos, comunidad autónoma de Castilla y León. Tiene un área de 28,41 km² con una población de 189 habitantes (INE 2007) y una densidad de 6,65 hab/km².
En el término de Pedrosa desemboca el río Odra después de recorrer 65 km por la provincia de Burgos; desagua en el Pisuerga, que ejerce de límite natural entre las provincias de Burgos y de Palencia. En sus riberas antaño existieron molinos harineros y al menos un pisón; el molino de Hinestrosa aún conserva su estructura pétrea.
La fértil vega de estos ríos está aprovechada como terreno de regadío, cultivándose entre otros remolachas, alfalfa, maíz y árboles frutales. También se cultiva cereal en las tierras del Páramo y el cotorro del Aro; antiguamente el viñedo tuvo una gran importancia en la economía de Pedrosa (sobre todo en la zona de Los Cascajos), su testigo son las numerosas bodegas y lagares, sin embargo hoy la producción de uva se limita a tres o cuatro majuelos dispersos.
De este pueblo proceden los escritores burgaleses Jesús Borro y Jesús Toledano.

### Comunicaciones
Atraviesa la localidad la carretera autonómica CL-617 que comunica Castrojeriz con Astudillo; tiene un ramal BU-V-4101 que en dirección sur sirve de acceso a Valbonilla.

## Historia
Villa que formaba parte, en su categoría de pueblos solos, del Partido de Castrojeriz, uno de los catorce que formaban la Intendencia de Burgos, durante el periodo comprendido entre 1785 y 1833, en el Censo de Floridablanca de 1787, jurisdicción de realengo, alcalde ordinario.
El valido del rey don Pedro el Cruel, Juan Fernández de Hinestrosa, fue Señor de Pedrosa; recibió en 1353 el oficio de Camarero Real. Una de sus hijas, María de Hinestrosa, además, tuvo descendencia con el rey don Pedro, concretamente un hijo, Fernando, que falleció durante su niñez y que fue nombrado Señor de Niebla. Pudo ser el príncipe que diera nombre al pueblo cuando se recuperó la memoria de don Pedro, ya en el siglo XVI. Juan Fernández fallecería en 1359 en la batalla de Araviana, junto al Moncayo. 
Ya en tiempos modernos, el cine llega en 1952 a través del Centro de Acción Católica, donación de doña Venancia Manrique (hoy denominado "la capilla"); por su parte, el agua corriente llegaba a Pedrosa en 1969. En 1971 se inaugura el Teleclub, que sigue en funcionamiento. En el año 2002 se inaugura su parque eólico "Carrasquillo" y "El Navazo", con una potencia total instalada de 87.750 kW. En 2008 se instala un nuevo parque "El Carril".

## Demografía
Pedrosa del Príncipe cuenta con una población de 164 habitantes (INE 2024).
| Gráfica de evolución demográfica de Pedrosa del Príncipe entre 1842 y 2021                                            |
| |
| Población de derecho según los censos de población del INE. Población de hecho según los censos de población del INE. |

| 1991 |  | 1996 |  | 2001 |  | 2004 |
| ---- |  | ---- |  | ---- |  | ---- |
| 339  |  | 309  |  | 269  |  | 217  |

El declive poblacional de los últimos años se muestra en las cifras de población del siglo XX, en el que el pueblo pasó de los 596 habitantes de 1900, a los 661 de 1950, para culminar en la cifra actual, la más baja de los últimos quinientos años.

## Cultura

### Fiestas y costumbres
Las celebraciones más populares a lo largo del año son las siguientes:
-Los Reyes (noche del 5 de enero): los chavales van cantando coplas por los portales de las casas para pedir el aquinaldo con el que preparar una merienda en el Cotorro Quitapenas. El investigador local Jesús Borro Fernández ha publicado el texto tradicional de este canto, cuyo primer verso es "Tengan felices los Reyes".
-La Cruz de Mayo (3 de mayo): en conmemoración de la Cofradía de la Santa Cruz, la más importante y la única que ha resistido al paso de los años en Pedrosa. Se celebra una procesión y se sirve un aperitivo.
-Corpus Christi (mediados de junio, según el calendario litúrgico): «la función», la fiesta más importante en Pedrosa. Se saca en procesión la santa custodia con el Cuerpo de Cristo y se celebra eucaristía en la ermita de la virgen de la Olma. Se celebran pasacalles, verbenas, juegos infantiles, concursos, tómbolas y actos diversos, algunas familias exhiben mantones de Manila en los balcones. Durante los años 80 del siglo XX se llegaron a celebrar festejos taurinos en una plaza desmontable, denominada "La Olmeda"
-Fiesta del veraneante (primer fin de semana de agosto): «la función del verano», con paellada popular, verbenas y carrera de carretillas. Se viene celebrando desde finales de los 80 para dar la bienvenida a los veraneantes, repartidos fundamentalmente en las provincias vascas y Madrid.

### La espiga de Caín
La espiga de Caín, escultura de 9 metros de altura, obra del artista Cristino Díez, que simboliza el progreso y el esfuerzo de esta población campesina.